# Az ördög maga (film, 1997)
Az ördög maga (The Devil's Own) 1997-ben készült amerikai film Brad Pitt, Harrison Ford, Rubén Blades, Natascha McElhone, Julia Stiles és Treat Williams főszereplésével. Ez a film volt Alan J. Pakula rendező utolsó munkája.

## Cselekmény
|  | Alább a cselekmény részletei következnek! |

Egy ír származású New York-i rendőrparancsnok befogad egy északír emigránst, Rory Devaney-t, csakhogy még nem is sejti, hogy a fiú halálos titkot rejteget. Az igazi neve Francis McGuire, aki – miután nyolcévesen a szeme láttára lőtték le az apját – csatlakozott az Ír Köztársasági Hadsereghez (IRA). Egy véres csata után (mikor Francis és az IRA csapata megölt néhány brit katonát fényes nappal) Francis Amerikába repül. Miután megérkezik Newark-ba, találkozik egy IRA-szimpatizáns bíróval, aki szállást keres neki (ugyanis az IRA azért küldte Francis-t az Egyesült Államokba, hogy Stinger rakétákat szerezzen be egy fegyverkereskedőtől, mert csak ezekkel tudják kiiktatni az brit hadsereg helikoptereit). Az ír szökevény így Rory Devaney néven Tom O’Meara lakásában talál menedéket. Tom már évtizedek óta becsületes zsaru, mígnem egy személyes krízis miatt fel kellett adnia a becsületét és hamisan kellett tanúskodnia. Tom és családja megszeretik a kedves idegent és befogadják maguk közé, de Francis sem tétlenkedik; kis nehézségek árán de megszerzi a rakétákat, és kipofoz egy hajót, amivel majd az óceánon át hazaszállítja a rakétákat. Mikor Tom rájön, hogy Rory nem csupán egyszerű menekült, hanem „az ördög maga”, megszűnik benne minden szimpátia a fiú iránt és személyes ügyének tekinti, hogy Francis-t átadja a hatóságoknak...
|  | Itt a vége a cselekmény részletezésének! |

## Szereplők
| Szerep                              | Színész           | 1. szinkron (eredeti)  | 2. szinkron (DVD) |
| ----------------------------------- | ----------------- | ---------------------- | ----------------- |
| Rory Devaney/Francis Austin McGuire | Brad Pitt         | Selmeczi Roland        | Selmeczi Roland   |
| Tom O’Meara                         | Harrison Ford     | Végvári Tamás          | Csernák János     |
| Sheila O’Meara                      | Margaret Colin    | Zsurzs Kati            | Fehér Anna        |
| Edwin Diaz                          | Rubén Blades      | Sinkovits-Vitay András | Varga Tamás       |
| Billy Burke                         | Treat Williams    | Rosta Sándor           | Sörös Sándor      |
| Peter Fitzsimmons                   | George Hearn      | Tolnai Miklós          | Fülöp Zsigmond    |
| Jim Kelly                           | Mitchell Ryan     |                        | Melis Gábor       |
| Megan Doherty                       | Natascha McElhone |                        |                   |
| Bridget O’Meara                     | Julia Stiles      |                        |                   |
| Sean Phelan                         | Paul Ronan        | Anger Zsolt            |                   |
| Harry Sloan                         | Simon Jones       |                        |                   |
| Morgan O’Meara                      | Ashley Carin      | Simonyi Piroska        |                   |
| Annie O’Meara                       | Kelly Singer      |                        |                   |

## Filmzene
1. "Gonna Fly Now" (Theme From Rocky (1976))
2. "Dolores O'Riordan – "God Be With You"
3. Nan Vernon – "Elvis Waits"
4. Victor Manuelle – "Hay Que Poner El Alma"
5. Color Me Badd – "All 4 Love"
6. The Hues Corporation – "Rock The Boat"
7. New York Philharmonic – "Voices of Spring, Op. 410"
8. "Veni Creator Spiritus"
9. Bob Scaggs – "(Somebody) Loan Me A Dime"
10. The Righteous Brothers – "Unchained Melody"
11. Robert Bradley's Blackwater Surprise – "Trouble Brother"
12. "There Will Never Be Another You"
13. Melissa Etheridge – "The War Is Over"